# Arkeem Joseph
Arkeem Joseph (nacido en Brooklyn, Nueva York, Estados Unidos, el 26 de mayo de 1995) es un baloncestista norteamericano. Con 2,06 metros de estatura, juega en la posición de pívot en las filas del Club Ourense Baloncesto de la Liga LEB Oro.

## Trayectoria deportiva
Inició su formación académica en el Monroe College, donde tras dos años fue reclutado por la Universidad de Tennessee-Martin, participante en la Division I de la NCAA. Allí disputó su año júnior con promedios de 4.8 puntos y 2.8 rebotes. Completó su ciclo universitario en la Universidad de Texas A&M International de Division II, donde se graduó con medias de 12.8 puntos y 6.8 rebotes en la temporada 2015/16. 
Su primera experiencia internacional tuvo lugar en la segunda división argentina, donde jugó para Oberá Tenis Club en la temporada 2016/17 promediando 14.6 puntos en 41 partidos. 
En la temporada 2017/18 juega en el ABA Ancud de la liga chilena, logrando promedios de 15,8 puntos y 8.8 rebotes. 
En febrero de 2019 se incorpora al CD Las Ánimas, también de la liga chilena, donde disputa los tres encuentros de la fase de grupos de la Liga de las Américas 2019 con medias de 9 puntos y 8 rebotes, contribuyendo a la clasificación de su equipo para la siguiente fase. Seguidamente  ficha por el Atlético Argentino de Junín, de la liga argentina, donde completa la temporada con promedios de 12.7 puntos y 7.9 rebotes. 
En agosto de 2019 se anuncia su fichaje por el Cáceres Patrimonio de la Humanidad, club español de Liga LEB Oro, la segunda categoría nacional. Promedió 9.8 puntos y 6.8 rebotes en los 22 partidos que disputó hasta la conclusión prematura de la temporada 2019/20 por la pandemia de coronavirus.
El 9 de septiembre de 2020, firma con el Club Ourense Baloncesto de la Liga LEB Oro, para disputar la temporada 2020/21 en la que acreditó medias de 9.4 puntos y 3 rebotes.